# Zaposlovanje oseb s shizofrenijo
Shizofrenija je psihiatrično obolenje z resnimi in dolgotrajnimi posledicami za paciente in njihove družine. Večinoma izbruhne v zgodnji odrasli dobi in je velikokrat povezana s hospitalizacijami, potrebo po dolgotrajni podpori s strani družine in družbe, slabim socialnim funkcioniranjem in visokim nivojem nezaposlenosti . 

## Pogostost shizofrenije v Sloveniji
Po podatkih  se pogostost shizofrenije v Sloveniji lahko primerja z drugimi državami in je 30 do 50 oseb na 100.000 prebivalcev. Zavedati pa se je treba, da Slovenija nima natančnih podatkov o obolevnosti za duševnimi motnjami, temveč temeljijo predstavljene številke na podatkih iskanja pomoči.

## (Ne)zaposlenost oseb s shizofrenijo v tujini in Sloveniji
Duševne motnje ovirajo posameznike pri vključevanju na trg delovne sile. Prav tako predstavljajo hude družbene in gospodarske posledice za njihove družine, skupnost in celotno gospodarstvo. 
Po ocenah slovenske Resolucije o nacionalnem programu duševnega zdravja 2014 do 2018 predstavlja slabo duševno zdravje izgubo najmanj 3 do 4 % bruto domačega proizvoda. Do izgub večinoma prihaja zaradi izgubljene produktivnosti, ki se kaže v obliki odsotnosti z dela, nezmožnosti za delo in zgodnjega upokojevanja. Duševne in vedenjske motnje so na primer v letu 2010 v Sloveniji povzročile izgubo 842.157 delovnih dni. 
Opravljena je bila tudi presečna raziskava o Duševnem zdravju prebivalcev Slovenije, ki je pokazala, da je v letu 2005 12,7 % anketiranih, ki so predstavljali reprezentativni vzorec odrasle populacije med 18 in 64 let, moralo zaradi psiholoških, psihiatričnih ali duševnih težav omejiti svoje vsakodnevne aktivnosti ter so celo izostali z dela.
Na Norveškem so avtorji  v obsežni študiji, ki je imela v vzorcu 8399 oseb s shizofrenijo ugotovili, da je odstotek zaposlenih oseb s shizofrenijo zaskrbljujoče nizek. V vzorcu, ki naj bi zajemal večino populacije oseb s shizofrenijo na Norveškem je bilo namreč zaposlenih le 10,24% moških in 9,8% žensk z diagnozo shizofrenije. Prav tako je vzorec zaposlenosti drugačen kot pri normativni populaciji, kjer je zaposlenost v starostni skupini od 20-29 let 68% in v starostni skupini od 40-49 let 84%, v populaciji oseb s shizofrenijo pa je odstotek zaposlenih konstantno nizek, in sicer se giblje okoli 10% v vseh starostnih obdobjih (v katerih so osebe zaposljive) do 50. leta, ko pa odstotek še upade in sicer na 7%. 
V isti raziskavi so ugotovili še, da Norveška za stroške, povezane z zdravljenjem shizofrenije (zdravila, hospitalizacije, ambulantno zdravljenje) in stroške povezane z bivanjem oseb s shizofrenijo (invalidske pokojnine, socialna podpora), plača letno 890,413,045 $.

## Vpliv stigme na zaposlovanje ljudi s shizofrenijo
Odnos javnosti do oseb s shizofrenijo se v zadnjih 20 letih ni bistveno spremenil, kot ugotavljajo avtorji Schomerus idr.  , zavračanje takih posameznikov namreč ostaja relativno stabilno.
SZO   navaja, da stigmatizacija in diskriminacija predstavljata najhujšo oviro pri izboljševanju stanja in okrevanja oseb s shizofrenijo in povečujeta njihovo nezmožnost vključevanja v vsakodnevne aktivnosti, s tem pa poslabšujeta potek njihove bolezni. 
Duševna motnja je kot dvorezni meč  . Vsakodnevno se morajo posamezniki s shizofrenijo spopadati s simptomi njihove motnje, kot so halucinacije, blodnje, anksioznost in motnje v razpoloženju, ki že sami po sebi osebam hudo otežujejo, da bi lahko delali, živeli samostojno in dosegali zadovoljivo kvaliteto življenja . Vendar se izkušnja shizofrenije ne konča pri spoprijemanju s simptomi, saj se morajo posamezniki soočati še s hudo stigmo in diskriminacijo. Stigma je hkrati kar tudi »druga bolezen«  . Dejansko so posledice stigme včasih celo hujše kot omejitve motnje same   Stigmatizacija še dodatno prizadene osebe s shizofrenijo in pripomore k socialni izolaciji, omejenim življenjskim možnostim in odvrne ljudi od pravočasnega iskanja pomoči.
Prav zaradi stigme se veliko oseb s hudimi duševnimi motnjami kot je shizofrenija ne obrne po pomoč k strokovnjakom, prav tako pa jim stigma povzroča kroničen stres zaradi pričakovanja in izkušenj nepravične obravnave, zmanjšuje samozavest ter slabša samopodobo.  
Karierni potencial oseb s shizofrenijo je tako kot pri populaciji brez teh motenj odvisen od njihovih sposobnosti, izobrazbe, izkušenj, motivacije in trenutnega psihofizičnega počutja, kljub nasprotnim prepričanjem družbe.
Stigma povzroča izključitev oseb s shizofrenijo iz trga delovne sile in povečuje prepričanje, da so posamezniki s shizofrenijo nevarni in nezanesljivi. Zaradi stigme delodajalci oklevajo pri zaposlovanju oseb s shizofrenijo. Slovenska raziskava o odnosu delodajalcev do zaposlovanja oseb z duševno motnjo je pokazala, da se tisti, ki oseb z duševno motnjo še niso zaposlovali bojijo zaposliti osebo z dotično motnjo, saj ne vedo, kaj lahko pričakujejo, koliko zares vpliva motnja na njihove sposobnosti, kakšne prilagoditve bodo potrebne, kako bo motnja vplivala na prisotnost na delovnem mestu in koriščenje bolniške, bojijo se odnosa takih oseb do ostalih zaposlenih. Delodajalci, ki že imajo izkušnje z zaposlovanjem oseb z duševnimi motnjami, pa tega strahu niso izražali. Iskalci zaposlitve zato svoje zdravstveno stanje običajno skrivajo, saj pričakujejo stigmo. Posledice stigme so vidne prek višje stopnje brezposelnosti,  nizkem socialnem položaju, manjšem dostopu do izobraževanja  in višjem odstotku prejemanja socialne podpore in invalidnine.

## Diskriminacija oseb s shizofrenijo na delovnem mestu
Zaradi predsodkov in diskriminacije, s katero se soočajo osebe s shizofrenijo, jih družba obravnava kot manj kompetentne, ter jim dodeljuje manj pomembno delo ter lažje naloge.
Če se posamezniki s shizofrenijo zaposlijo, pa so jim večinoma dodeljena delovna mesta, ki so pod njihovimi sposobnostmi. Takšna zaposlitev posameznikom ne prinaša zadovoljstva in možnosti za finančno in osebnostno rast. Osebe s shizofrenijo se običajno kljub zaposlitvi nahajajo na pragu revščine in poročajo, da je njihovo delo dolgočasno, neprijetno ter brez smisla. Zaradi stigme so osebe s shizofrenijo velikokrat diskriminirane na delovnem mestu s strani sodelavcev. Prav tako se osebe s shizofrenijo bojijo razkritja njihovega zdravstvenega stanja na delovnem mestu, saj le-to običajno prikrivajo. Skrivanje bolezni pred sodelavci in delodajalci je lahko zelo stresno, če pa posameznik zaupa svojim sodelavcem in jim pove za svojo bolezen, pa to lahko vodi do zmanjšanje ravni stresa in poveča podporo na delavnem mestu, lahko pa vodi do zbadanja in diskriminacije, kar pa dodatno zniža samopodobo delavca. Včasih tudi, ko si posameznik pridobi zaposlitev, to ni tako pozitivna, kot bi si sam želel, saj so lahko ravno odnosi na delovnem mestu, ki naj bi prinašali splošno socialno podporo, povzročitelji dodatnega stresa in izvor slabše samopodobe. 
V današnji družbi plačilo za dobro opravljeno delo asociiramo z lastno vrednostjo. Osebam s shizofrenijo, ki imajo velikokrat znižano samopodobo in občutek, da so nevredni, slabo plačano delo ta občutenja še poslabša.
Potrebno je poudariti tudi, da je pri zaposlovanju težko točno definirati, kaj diskriminacija dejansko je in kaj to ni. Če se zaposlovalec načrtno odloči, da zavrne prosilca za zaposlitev zaradi stereotipov, ki jih sam goji do oseb z duševno motnjo, lahko to smatramo kot diskriminacijo. Zgodi se tudi, da nastop motnje velikokrat prekine izobraževalni proces in karierni napredek, hospitalizacije in okrevanje pa pustijo luknje v posameznikovi delovni zgodovini, kar legitimno vzbuja skrb pri delodajalcih. Prav tako se delodajalci velikokrat odločajo o zaposlitvi posameznika na podlagi intervjuja, osebe s shizofrenijo pa imajo prav zaradi svoje bolezni slabše socialne spretnosti in se na razgovoru ne pokažejo v najboljši luči. Včasih negativen odgovor na prošnjo za zaposlitev vendarle ni diskriminatoren.

### Drugi razlogi za nezaposlenost oseb s shizofrenijo
Dejavniki, ki vplivajo na tako visoko brezposelnost so motnja sama, stigma, neučinkovitost zaposlitvene rehabilitacije in neuspešna politika zaposlovanja. Tudi simptomi, kljub razvoju psihofarmakoterapije, še vedno posameznikom s shizofrenijo otežujejo opravljanje dela.
Pojav ali poslabšanje psihiatričnih simptomov je najpogostejši razlog za prekinitev zaposlitve, a ni nujno, da delavca delodajalec odpusti, saj delavci velikokrat sami prekinejo delovno razmerje, ker jim simptomi otežujejo izvajanje dela.
Ker je pri shizofreniji oškodovano tudi področje socialnih spretnosti je velikokrat težava pridobitev zaposlitve, saj se osebe s shizofrenijo na intervjujih pogosto ne izkažejo najbolje. Težavno je tudi ohranjanje dobrih odnosov na delovnem mestu. Včasih so oškodovane tudi kognitivne sposobnosti (organizacija misli in reševanje problemov), ki so nujne za kvalitetno izvedbo delovnih nalog.
Pri osebah s shizofrenijo se pogosto zgodi, da pojav bolezni prekine potek izobraževanja, zato je stopnja dosežene izobrazbe velikokrat nižja, a se je potrebno zavedati, da nizka izobrazba ali prekinitev delovnega razmerja velikokrat nima zveze s shizofrenijo, temveč se pojavljajo drugi dejavniki, ki na to vplivajo. Tako kot splošna populacija se namreč tudi osebe s shizofrenijo razlikujejo po sposobnostih in doseženi izobrazbi ter poklicnih aspiracijah.
Raziskovalci Becker, Catty idr. so v raziskavi iz leta 2008 ugotovili, da prihaja do težav pri iskanju zaposlitve tudi zaradi pomanjkanja delovnih izkušenj, saj če oseba v preteklosti ni imela dolgoletnih delovnih izkušenj, se je velikokrat pokazalo, da osebe niso imele razvitih dobrih delovnih navad, zato jim je osemurni delovnik povzročal veliko težav. Prav to lahko vodi v potrjevanje stereotipov o nezanesljivosti oseb s shizofrenijo na delovnem mestu. 

## Vpliv (ne)zaposlenosti na osebe s shizofrenijo
Delo predstavlja enega izmed najpomembnejših življenjskih okolij, ki vpliva na blagostanje in je ključni vidik okrevanja oseb s shizofrenijo.
Zaposlovanje prinaša poleg materialnih sredstev, potrebnih za preživetje, tudi socialno identiteto in status, ter način strukturiranja in organiziranja časa. Osebi daje občutek lastnega dosežka.
Kontakti s sodelavci pripomorejo k izboljšanju socialnih spretnosti in k izgradnji socialne mreže (ki je pri osebah s shizofrenijo pogosto šibka).
Osebe s shizofrenijo so še posebej občutljive na negativne učinke nezaposlenosti, kot so pomanjkanje strukture, smisla in identitete, dnevna rutina, ki jo prinaša delo, pa je ena izmed strategij, ki lahko pomaga osebam s shizofrenijo pri soočanju z njihovo motnjo, kar je sploh zelo pomembno na začetku okrevanja, kjer delo lahko pomaga pri stabilizaciji.
Raziskave (Nieminen, idr., 2012)  so pokazale, da so posamezniki, ki jim uspe pridobiti in obdržati zaposlitev redkeje hospitalizirani. 
Cunningham, Wolbert in M. Brockmeier (2000), so ugotovili, da osebe s shizofrenijo, ki so zaposlene, gledajo na motnjo drugače kot brezposelne. Brezposelne osebe s shizofrenijo namreč poskušajo prikrivati svojo motnjo, ali pa se z njo identificirajo, njihove strategije soočanja z motnjo pa so prikrivanje simptomov in odrivanje težav na stran. Medtem pa zaposlene osebe s shizofrenijo na motnjo v večji meri gledajo kot na enega izmed delov sebe. 

## Zaposlitvena rehabilitacija oseb s shizofrenijo
Ker osebe s shizofrenijo težko dostopajo do zaposlitve, narašča tudi število rehabilitacijskih programov za pomoč pri iskanju zaposlitve. 
Po Zakonu o zaposlovanju invalidov iz leta 2004 velja, da so zaposlitvena rehabilitacija storitve, ki pomagajo osebam s shizofrenijo, da se usposobijo za ustrezno delo, se zaposlijo, obdržijo zaposlitev in v njej napredujejo ali spremenijo svojo poklicno kariero.
Osebe, ki so bile vključene v zaposlitveno rehabilitacijo v Sloveniji poročajo o višji samostojnosti, izboljšani samopodobi in višjem vrednotenju samih sebe.
Žal pa taki programi do sedaj niso dosegli večjih uspehov pri povišanju zaposlenosti oseb s shizofrenijo, saj tudi, če se program zaključi s pridobitvijo delovnega mesta, je to običajno slabo plačano, ne omogoča finančne neodvisnosti in je pogosto tudi samo za polovični delovni čas.
Potrebno pa je poudariti, da se v programe zaposlitvene rehabilitacije večinoma vključujejo osebe z nižjo izobrazbo in manj delovnimi izkušnjami, kar že brez diagnoze shizofrenije omejuje posameznike pri zaposlovanju.